# Prochoerodes trispinta
Prochoerodes trispinta är en fjärilsart som beskrevs av Walker. Prochoerodes trispinta ingår i släktet Prochoerodes och familjen mätare. Inga underarter finns listade i Catalogue of Life.